# August Švagrovský
August Švagrovský (14. března 1847, Roudnice nad Labem – 27. června 1931, Písek) byl český mecenáš umění.

## Život

### Mládí
Narodil se v rodině Martina Švagrovského (1807—1866) a jeho druhé manželky Rozarie, rozené Linkové (??—1892). Sestra Františka (1843—1939) se provdala za architekta Jana Zeyera, druhá sestra Růžena (Rosalie, 1851 — ??)) za advokáta Vojtěcha Friče, třetí Josefina (1856 — ??) za zoologa Františka Vejdovského. Mladší bratr Maxmilián Švagrovský (1853—1921) byl znám jako sportovec a vedl po Augustovi Švagrovském rodinnou firmu.
V době narození Augusta Švagrovského byl jeho otec Martin ještě v matrice zapsán jako řeznický mistr. Začal podnikat se dřevem, založil v Roudnici parní pilu a díky možnosti dopravy dřeva po Labi do Německa zbohatnul.

### Podnikatel
August Švagrovský vystudoval obchodní akademii v Praze a po smrti otce, který zemřel v roce 1866, řídil rodinný podnik se svými bratry. Na rozdíl od otcova obchodního rozmachu se dostával do finančních potíží, což bylo způsobeno nejen jeho velkorysostí, ale i krizí.
V roce 1880 odprodal August Švagrovský svůj podíl ve firmě mladšímu bratru Maxi Švagrovskému. a roku 1886 se odstěhoval z Roudnice. V Čechách nemohl sehnat zaměstnání a několik let pobýval v cizině, zejména ve Francii.

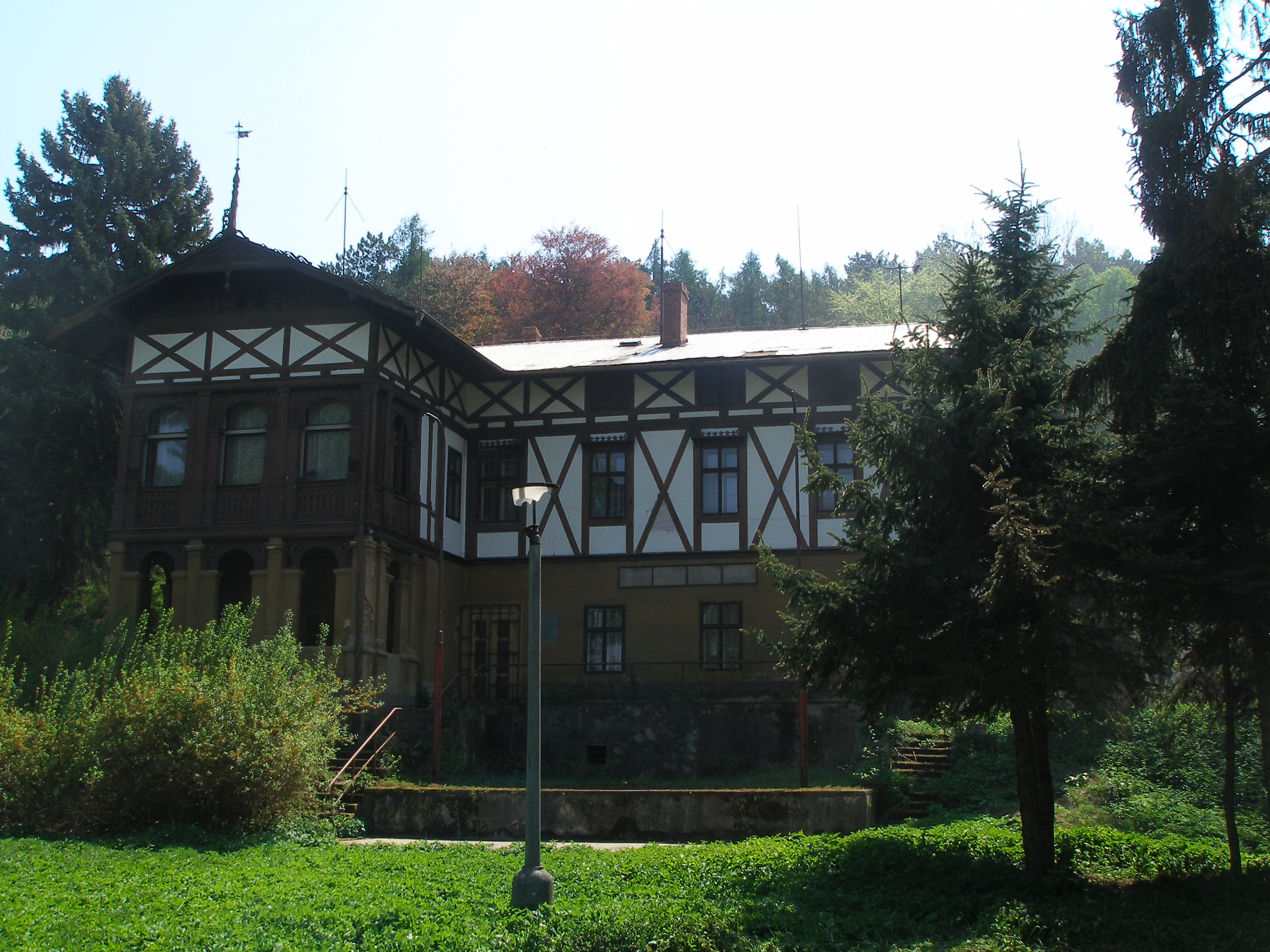
Vila Augustina Švagrovského v Bechlíně u Roudnice navržená Janem Zeyerem

### Pobyt v Praze a závěr života
Po návratu z ciziny se August Švagrovský, ovlivněn pobytem ve Francii, začal zajímat o současné české výtvarné umění a podporovat české malíře. Sám žil skromně, své prostředky věnoval podpoře umění. Nejprve pracoval jako vedoucí kanceláře v Mladé Boleslavi, od roku 1901 byl policejně hlášen v Košířích jako prokurista roudnické chmelařské firmy Kratochvíl.
Zemřel svobodný a bezdětný na letním pobytu v Písku. Pohřben byl 1. července 1931 v Roudnici nad Labem.

## Dílo

### Vlastenecké aktivity
Již jako jedenadvacetiletý mladík vystoupil v roce 1868 s proslovem na táboru lidu pod Řípem, kterého se zúčastnilo okolo 20 000 lidí; ve svém vystoupení hovořil o důležitosti vzdělání a navrhl zřízení demokratického politického spolku. Též doprovázel do Prahy základní kámen Národního divadla, pocházející z Řípu; promluvil při jeho vjezdu do Poříčské brány v Praze. Pro vlastní stavbu Národního divadla dodával za výhodnou cenu dříví, a když stavba vyhořela, vzdal se téměř celých plateb. Když se Národní listy dostaly do finančních obtíží, podpořil je, stejně jako roudnické noviny Říp a Podřipan. Podpořil též ochotnický spolek v Roudnici zakoupením vybavení jeviště a hlediště a byl jeho ředitelem.
V rodné Roudnici byl jedním z iniciátorů zakládání spolků sám se stal roku 1868 jednatelem Sokola.
Mezi jeho přátele patřili Jan Neruda, Bedřich Smetana a Josef Václav Frič. Též patřil mezi nejvýznamnější podporovatele knihovny roudnického spolku Jednota Říp.

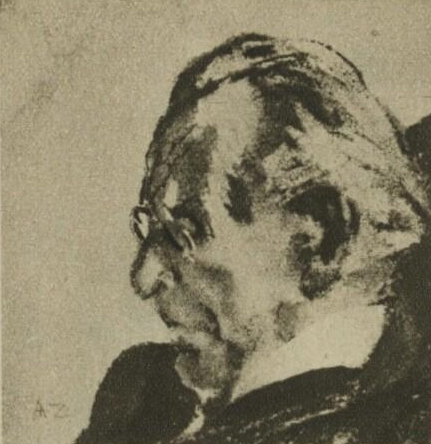
Portrét Augusta Švagrovského od Jana Angelo Zeyera

### Podpora umělců
V šedesátých a sedmdesátých letech 19. století navazovala rodina Švagrovských kontakty s osobnostmi českého kulturního života a zvala je do svého domu v Roudnici nad Labem, případně do letního sídla v Bechlíně (tzv. vila Švagrovských). Jejich hosty byli např. Bohuslav Schnirch, Václav Brožík či Jan Neruda.
Po návratu z Francie se August Švagrovský stal mecenášem současných českých výtvarných umělců. Z nich podporoval nejvýrazněji Antonína Slavíčka, se kterým se seznámil v roce 1903. Jejich přátelství přetrvalo až do malířovy smrti. Dalšími podporovanými malíři byli synovec (syn švagra Jana Zeyera a sestry Švagrovského Františky) Jan Angelo Zeyer a Miloš Jiránek. Jejich obrazy tvořily základ sbírky, kterou později věnoval rodnému městu.
Švagrovského podpora umění byla velkorysá bez ohledu na jeho skromné osobní hmotné poměry. M. V. Kratochvíl zapsal historku, ve které se město Roudnice dozvědělo, že žije nuzným životem a zaslalo mu čestný dar. Během čtyřiadvaceti hodin stačil August Švagrovský mnohatisícovou částku rozdat umělcům.

### Roudnická galerie

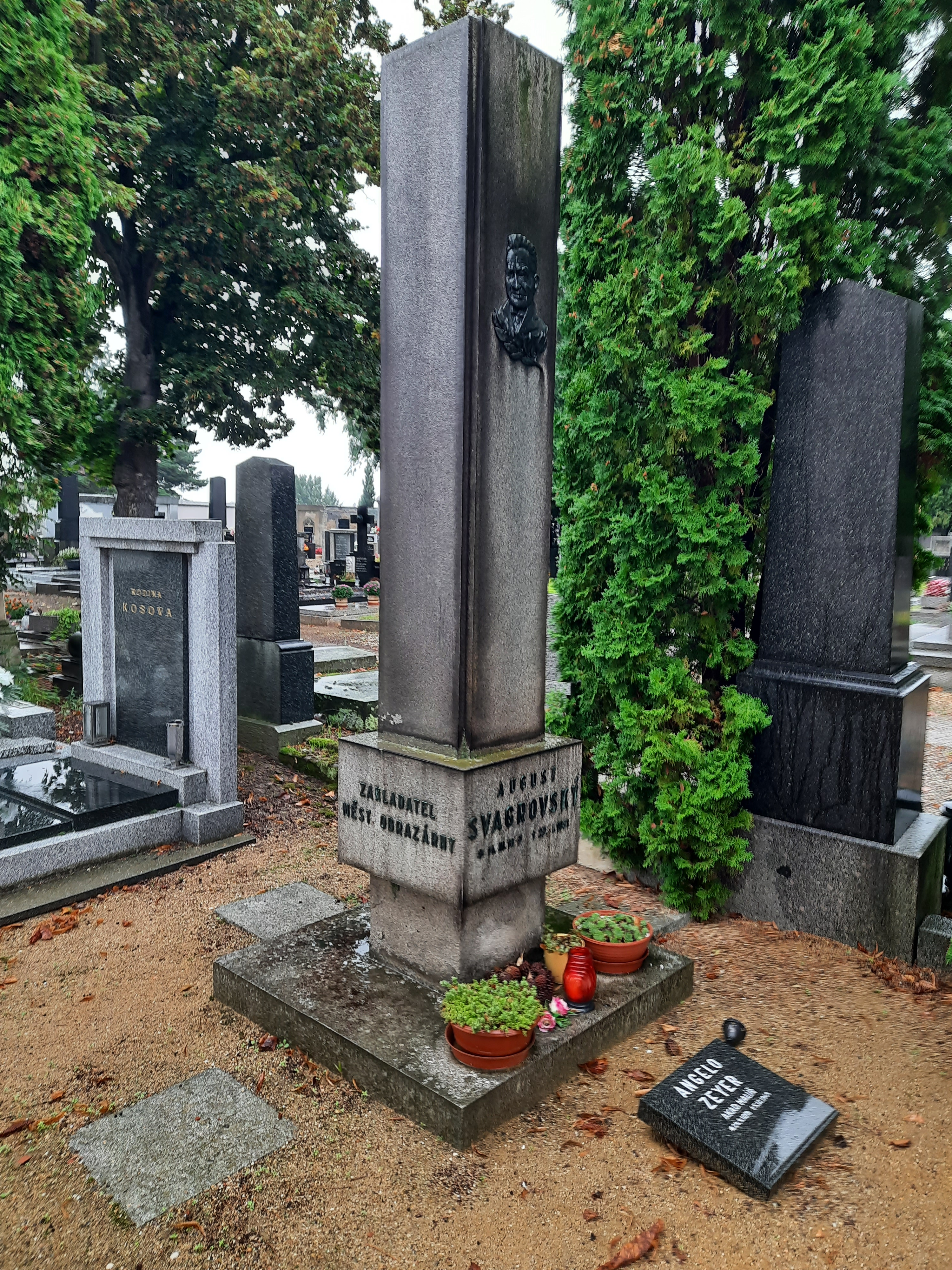
Hrob Augusta Švagrovského na Městském hřbitově v Roudnici nad Labem, opodál náhrobek Jana Angelo Zeyera

Již v roce 1904 položil August Švagrovský základ dnešní Galerie moderního umění v Roudnici nad Labem, když městu věnoval devět obrazů. V roce 1910 daroval městu 225 malířských děl českých umělců, z toho od jím podporovaných umělců 60 obrazů Antonína Slavíčka, 10 Miloše Jiránka a 8 Jana Angelo Zeyera. V darované sbírce byly též jednotlivé obrazy Zdenky Braunerové, Antonína Chittussiho, Adolfa Liebschera, Maxe Švabinského a dalších. V daru byla zastoupena i rodina Mánesů, včetně Josefa Mánesa. Galerie pak byla doplňována dary dalších roudnických občanů.

## Ocenění
- Ulice Švagrovského je v Roudnici nad Labem

## Zajímavost (národní soud s Karlem Sabinou)
Dne 30. července 1872 proběhl tzv. „národní soud“ se spisovatelem Karlem Sabinou. U advokáta Jana Kučery se jí zúčastnili Julius Grégr (hlavní iniciátor sezení, jemuž se dostal do rukou materiál usvědčující Sabinu), Jan Neruda, Vítězslav Hálek, Josef Barák, Emanuel Tonner a Karel Sabina. Účastníkem schůzky byl též August Švagrovský. Švagrovský sám se při vyšetřování vyjádřil, že byl na schůzku pozván, aniž by věděl, co bude projednáváno. Karel Sabina byl na této schůzce na základě dokladů obviněn z toho, že je konfidentem policejního ředitelství a byl vyzván, aby opustil Prahu.